# Campeonato Europeo de Tiro en 10 m de 2014
El XLIV Campeonato Europeo de Tiro en 10 m se celebró en Moscú (Rusia) entre el 2 y el 5 de marzo de 2014 bajo la organización de la Confederación Europea de Tiro (ESC) y la Unión Rusa de Tiro.
Las competiciones se realizaron en el Estadio Olimpiski de la capital rusa.

## Resultados

### Masculino
| Evento                            | Oro                                 | Plata                                       | Bronce                               |
| --------------------------------- | ----------------------------------- | ------------------------------------------- | ------------------------------------ |
| Rifle de aire 10 m (04.03)        | Aleh Tsarkov · Ucrania · 208,6 pts. | Vitali Bubnovich · Bielorrusia · 205,3 pts. | Nazar Luguinets · Rusia · 185,4 pts. |
| Rifle de aire 10 m (equipos)      | Bielorrusia · 1873,2                | Ucrania · 1870,8                            | Rusia · 1868,2                       |
| Pistola de aire 10 m (05.03)      | Oleh Omelchuk · Ucrania · 200,7     | Vitali Kudzi · Bielorrusia · 199,3          | João Costa Portugal 180,0            |
| Pistola de aire 10 m (equipos)    | Ucrania · 1735                      | Italia · 1733                               | Bielorrusia · 1731                   |
| Blanco móvil 10 m (05.03)         | Łukasz Czapla · Polonia ·           | Vladyslav Prianishnikov · Ucrania ·         | József Sike · Hungría ·              |
| Blanco móvil 10 m (equipos)       | Hungría · 1734                      | Rusia · 1708                                | Finlandia · 1707                     |
| Blanco móvil mixto 10 m (03.03)   | Krister Holmberg · Finlandia · 386  | Vladyslav Prianishnikov · Ucrania · 385     | Emil Martinsson · Suecia · 383       |
| Blanco móvil mixto 10 m (equipos) | Finlandia · 1141                    | Rusia · 1127                                | Hungría · 1120                       |

### Femenino
| Rifle de aire 10 m (05.03)        | Julianna Miskolczi · Hungría · 209,5 pts. | Andrea Arsović Serbia 206,6 pts. | Ivana Maksimović Serbia 184,9 pts.     |   |   |
| Rifle de aire 10 m (equipos)      | Serbia 1247,1                             | Alemania · 1246,4                | Italia · 1244,1                        |   |   |
| Pistola de aire 10 m (04.03)      | Stefanie Thurmann · Alemania · 196,8      | Monika Karsch · Alemania · 194,9 | Viktoriya Chaika · Bielorrusia · 176,6 |   |   |
| Pistola de aire 10 m (equipos)    | Rusia · 1145                              | Alemania · 1144                  | Francia 1140                           |   |   |
| Blanco móvil 10 m (04.03)         | Viktoriya Rybovalova · Ucrania ·          | Olga Stepanova · Rusia ·         | Galina Avramenko · Ucrania ·           |   |   |
| Blanco móvil 10 m (equipos)       | Rusia · 1116                              | Ucrania · 1105                   | —                                      | — | — |
| Blanco móvil mixto 10 m (02.03)   | Olga Stepanova · Rusia · 380              | Galina Avramenko · Ucrania · 378 | Irina Izmalkova · Rusia · 368          |   |   |
| Blanco móvil mixto 10 m (equipos) | Rusia · 1111                              | Ucrania · 1100                   | —                                      | — | — |

### Mixto
| Evento                 | Oro                                       | Plata                                   | Bronce                                           |
| ---------------------- | ----------------------------------------- | --------------------------------------- | ------------------------------------------------ |
| Pistola AIR 50 (04.03) | Rusia · Liubov Yaskevich · Anton Gurianov | Serbia Bobana Veličković Damir Mikec    | Bielorrusia · Viktoriya Chaika · Yuri Dauhapolau |
| Rifle AIR 50 (04.03)   | Rusia · Serguéi Kruglov · Daria Vdovina   | Noruega · Malin Westerheim · Are Hansen | Italia · Petra Zublasing · Niccolò Campriani     |

## Medallero
| Núm. | País        | Oro | Plata | Bronce | Total |
| ---- | ----------- | --- | ----- | ------ | ----- |
| 1    | Rusia       | 6   | 3     | 3      | 12    |
| 2    | Ucrania     | 4   | 6     | 1      | 11    |
| 3    | Hungría     | 2   | 0     | 2      | 4     |
| 4    | Finlandia   | 2   | 0     | 1      | 3     |
| 5    | Alemania    | 1   | 3     | 0      | 4     |
| 6    | Bielorrusia | 1   | 2     | 3      | 6     |
| 7    | Serbia      | 1   | 2     | 1      | 4     |
| 8    | Polonia     | 1   | 0     | 0      | 1     |
| 9    | Italia      | 0   | 1     | 2      | 3     |
| 10   | Noruega     | 0   | 1     | 0      | 1     |
| 11   | Francia     | 0   | 0     | 1      | 1     |
| 11   | Portugal    | 0   | 0     | 1      | 1     |
| 11   | Suecia      | 0   | 0     | 1      | 1     |
|      | TOTAL       | 18  | 18    | 16     | 52    |